# 塩尻市立広陵中学校
塩尻市立広陵中学校（しおじりしりつ こうりょうちゅうがっこう）は、長野県塩尻市広丘堅石にある公立中学校である。

## 沿革
- 1989年（平成元年）に市立丘中学校から分離して開校[1]。

## 通学区域
大門七区、原新田区、堅石区、郷原区、高出一区、高出二区、高出三区、高出四区、高出五区。

## 教育目標
- 「世界を見つめ、心豊かに、たくましく、生きる生徒」

自 立 ・共 生 ・創 造 
具体目標（目指す生徒像）
1. 自立（知）：自己を見つめ、自己決定して正しい行動をすることができる。
2. 共生（徳）：違いを認め、個性を尊重しつつ共に生きることに喜びを味わうことができる。
3. 創造（体）：より良いものを求めてねばり強く創造することができる。

学校運営の重点
あいさつと　歌声と　学力向上　広陵中
1. 学力　 　 ： 積極的に学んで学力アップ
2. あいさつ ： あいさつから始まる思いやり
3. 歌声　 　 ： 一人一人が主人公

## 主な卒業生
- 小松憲太 - サッカー指導者